# 那產戰役
那產戰役（法語：Bataille de Nà Sản）是第一次印度支那戰爭期間發生的防禦戰，戰場位於現今西北山羅省那產，交戰雙方分別是法軍「中部沱江作戰集團」與越軍總司令武元甲指揮的三個越軍師。
1952年，越軍經歷去年的慘敗後捲土重來，於下半年進攻越南西北邊境與老挝，意圖掌控戰略優勢。11月，越軍乘勝追擊，集中三個師進攻聚集在那產地區的法軍，但礙於法軍在此役採用的「空地基地」作戰策略，多次進攻皆未能突破法軍防線，最終因損失慘重被迫撤退。

## 背景
1951年上半年，法軍在永安、帽溪、底江諸役數度擊潰越軍進攻部隊，阻止其攻入红河三角洲，致敵軍超1.8萬名士兵死亡。越南獨立同盟會領導人胡志明與總司令武元甲聲望下跌，暫時避免大規模軍事行動，轉而重新投入游擊戰。然而法軍仍缺乏贏下戰爭的資源，且法軍總司令讓·德·拉特爾·德·塔西尼之身體健康因獨子貝爾納戰死與癌症日趨惡化。同年7月至10月，塔西尼走訪各地，會見美國總統杜鲁门、北約總司令艾森豪威尔等美國軍政要員，得到高層官員，乃至美國民間的一致尊崇，使美國加大對印度支那戰爭的軍事援助。與此同時，法軍深陷越軍的游擊戰法，雖於義路戰役又一次大破越軍，但整體未能有效殲滅敵軍部隊，致塔西尼決定採取攻勢，迫使越軍防守並與法軍正面作戰。11月14日，法軍空降部隊近乎無損地進入和平，意圖切斷越軍從南方調集糧食及從北方接收中共物資的主要路線。武元甲意識到其非法軍對手，暫時將部隊撤入叢林密佈的山中。時至12月，越軍同時對和平地區與红河三角洲進攻，雖未成功奪下和平，但迫使新任法軍司令拉烏爾·薩朗於次年2月撤出部隊，以回防红河三角洲防線。

## 前奏

### 戰略形勢

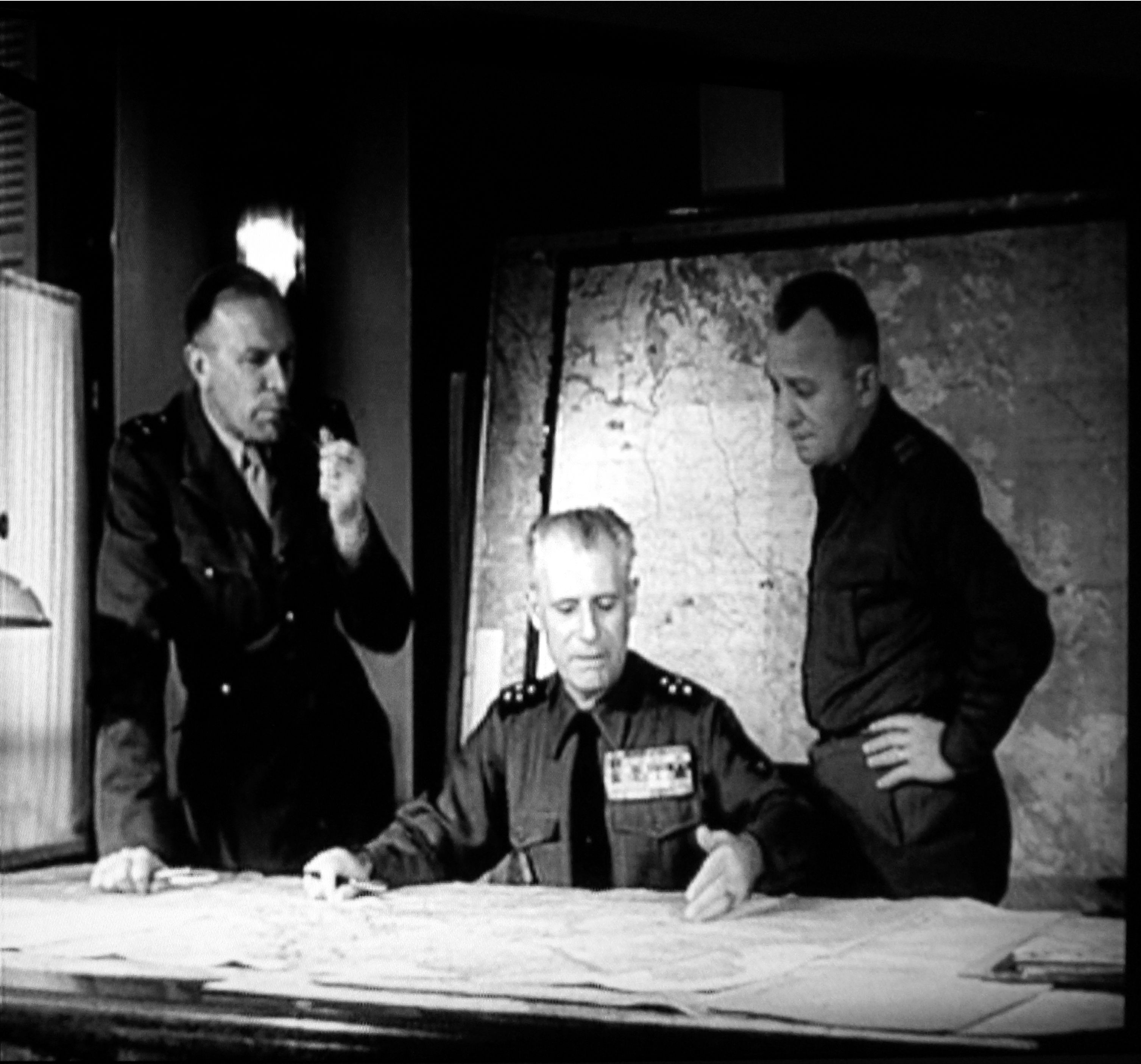
法軍總司令拉烏爾·薩朗將軍與部下商討作戰策略

之後，武元甲再次實施低烈度游擊戰，直到秋季準備發動總攻。與此同時，中共於1952年援助越盟軍隊超4萬支步槍、4,000支衝鋒槍、650門各式火砲、數百萬發子彈和數萬顆手榴彈。同年9月，越南領導層決定將作戰目標定在邊境地區，先襲擊紅河與沱江的分水嶺義路山脈，清掃該區域後攻佔老挝，然後南移進攻红河三角洲。同年10月，武元甲率第308师、第312师、第316师發動西北戰役，將超3萬人集結在富壽與安沛間的红河東岸，兵鋒直指傣族聚居的越南西北地區與寮國北部。10月15日，越軍第308師的一個團包圍嘉會的法軍要塞，令法軍於次日派遣馬塞爾·比雅爾少校率第6殖民團傘兵營空降位於義路與嘉會間的秀麗，以掩護駐紮於嘉會的法軍撤回沱江西岸。10月17日下午5時，越軍第308師趁法軍空軍因氣候無法作戰時進攻義路，攻破法軍要塞後，使其山脊陣地失守。而法軍則在第6殖民團傘兵營掩護下且戰且走，大部分部隊成功撤回沱江要塞。
法軍為重奪主動權，於10月29日發動「洛林行動」，沿紅河和河內西北的明江沿線推進，意圖攻擊攻擊越軍在富壽、富端與宣光附近的大本營，迫使武元甲自傣族聚居地帶撤退。法軍攻勢凌厲，迅速佔領富端和富安平，並繳獲大量中製與蘇製武器，而越軍只能避其鋒芒。然而法軍進攻部隊因地形原因，其突出部過窄、難以防守，最終薩朗將軍只得於11月14日終止行動，並下令前線部隊經2號公路撤退。越軍隨後利用叢林地形多次出擊，沿途打擊撤退間的法軍部隊。隨著「洛林行動」的結束，法軍未能迫使越軍主力部隊撤軍，戰略主動權繼續留在武元甲手中。

### 地形及部署
越軍於11月6日再度進攻，向萊州以南推進，後佔領顺州。11月15日至16日，越軍主力部隊度過沱江，於11月19日攻克木州。法軍且戰且走，於11月21日將山羅周遭部隊全部集中到那產，並持續調派傘兵營增援，形成密集的防禦據點。武元甲考慮到該地與世隔絕，若快速進攻該要塞，應可在法軍增援抵達前攻下。
法軍則於此地執行「空地基地」（法語：base aéroterrestre）作戰哲學，利用法國日益增強的空軍，將部隊、軍備物資空運至敵軍周邊的空曠地帶，建築堅固防禦陣地，借助空軍戰術支援贏得勝利。那產位於山丘環繞的谷地中央，具有一條可供C-47運輸機起降的跑道，距河內僅需飛行40分鐘。法軍共建築兩道防線，「內圍防線」呈橢圓形，東西長約1500米，南北寬約1000米，由10個獨立的連級據點組成，所有據點均按縱深防禦構築，以連續的帶刺鐵絲網和地雷場保護，配備大量機槍覆蓋所有進攻角度，並與鄰近據點的的機槍火力相互交錯，用以環繞並保護1100米長的跑道、指揮部、炮兵陣地、倉庫、醫院及可供傘兵旅立即反攻的陣地。「外圍防線」距離內圍防線1至3公里，設有16個山頂據點，皆能相互支援火力，且位於內圍防線榴彈炮和迫擊炮射程內。

## 戰事歷程

### 第一次突襲

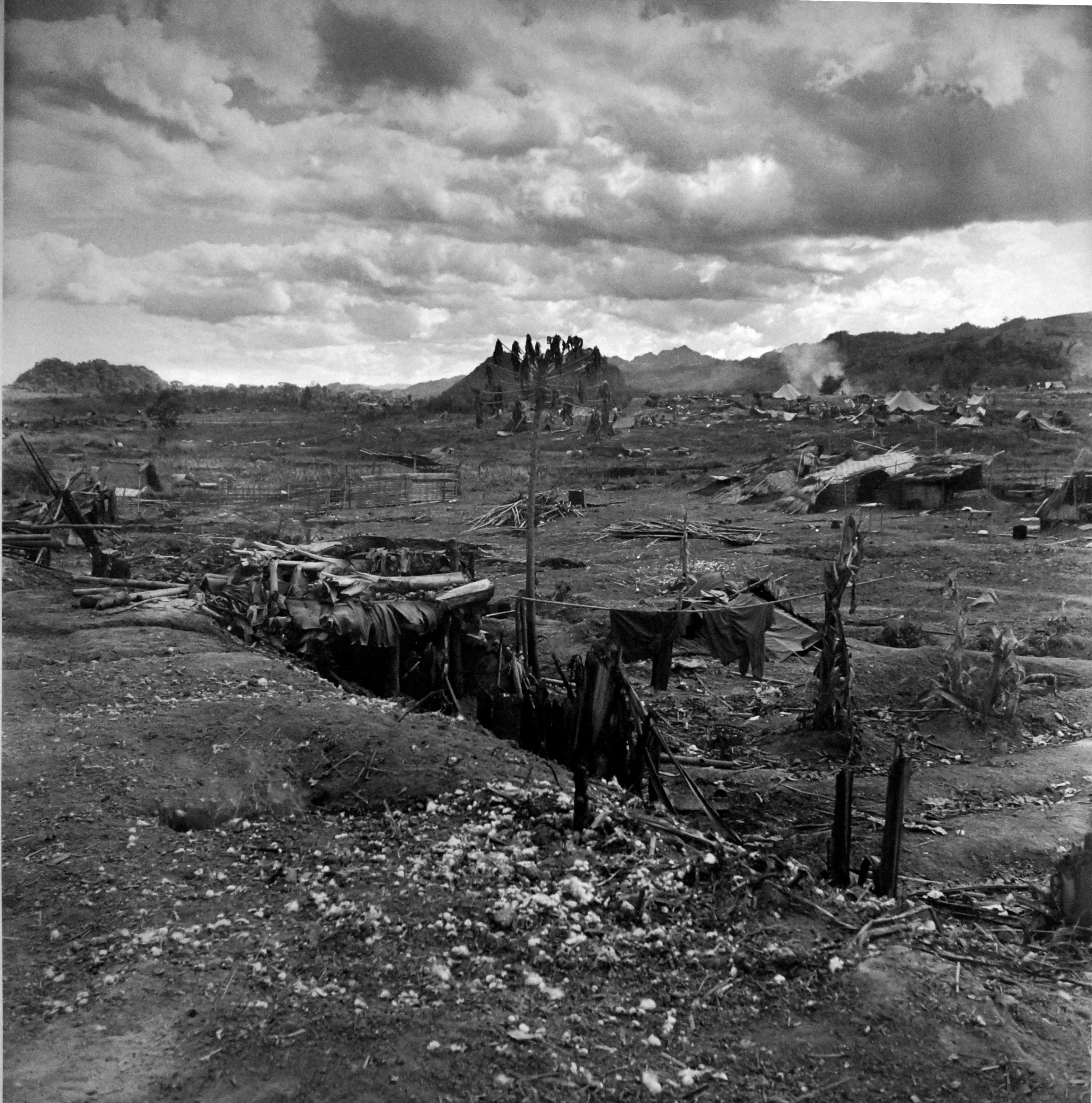
那產基地周邊戰壕

11月23日下午8時，越軍308師88團322營趁法軍泰族營進入那產時，用法語向法軍駐軍喊話，降低法軍警惕後突入防線，進攻法軍8號據點北面鐵絲網。法軍機槍火力阻擋住大部分敵軍，但越軍仍有兩個排衝進戰壕，法軍第11連連長勒泰斯蒂上尉隨即親率預備隊與越軍短兵相接。下午8時45分，越軍發射迫擊砲轟擊8號據點南面，勒泰斯蒂聯繫營指揮部請求火力支援，但法軍因無火力計畫，只得使用迫擊炮盲目地向8號據點的鐵絲網附近及可能的越軍進攻路徑射擊。勒泰斯蒂於下午9時30分奪回戰壕，不久後迎來越軍又一次進攻。下午10時30分，駐軍司令讓·吉勒調派的傘兵連趕到據點，及時協助擊退越軍第二次進攻。隔日凌晨12時30分，越軍發動第三次攻擊，掩護其他部隊帶著大部分傷亡人員撤退，亦被擊退，留下64具屍體與5名傷員。

### 戰間準備
武元甲探明法軍實力後，決定一週後投入全部三個師作戰，將第308师部署在東北方、第312师部署在西北方、第316师部署在西南方。法軍同時如火如荼地增添部隊與軍備物資，C-47運輸機以每十分鐘一架次的速度著陸，一天運輸六小時。那產守軍除105毫米榴彈砲群與第三傘兵營增援外，在一週內就得到約3,000噸物資，包括300噸鐵絲網、100輛卡車和吉普車。法軍將戰壕再度挖深並強化據點，以確保可在作戰中自由開火不致擊中友軍，並在據點中儲備大量彈藥與糧食，擬定完成嚴密的火力支援計畫。

### 第二次突襲

#### 第一夜
11月30日深夜至12月1日清晨，越軍分別進攻法軍22號據點與24號據點，以備進駐高射炮至陣地，直接攔截及打擊法軍空運飛機與機場。當夜，越軍312師165團141營進攻位於跑道西端約1公里外的22號據點，在120毫米重迫擊砲與75毫米山砲的支援下，僅20分鐘即從泰族營手中奪下陣地。法軍司令讓·吉勒未立即調度部隊支援，下令榴彈砲與迫擊砲反覆打擊該陣地，直到隔日上午6時法軍傘兵連發動反擊，輕鬆地將越軍擊退。與此同時，越軍308師102「首都」團進攻位於防線東北端約500米的24號據點，其首兩次在重迫擊砲火力掩護下的包抄進攻均被打退，但在凌晨3時攻破法軍防線。法軍於清晨下令第3傘兵營與摩洛哥步兵團第1營反擊，但遭佔據陣地的越軍頑強抵抗，直到下午4時才奪回陣地，收復外圍防線。

#### 第二夜
12月2日凌晨1時，越軍再度大舉進攻法軍21號據點與26號據點。當夜，越軍312師209團的兩個營與141團的一個營進攻位於防線西南端的21號據點，躲過法軍火砲轟炸突進至鐵絲網防線。法軍第5步兵團3營10連司令博內中尉立即下令全連機槍與火砲開火，但越軍120毫米重迫擊砲與57毫米无后座力炮也於凌晨1時30分開火，其龐大的火力掩護助突擊部隊越過鐵絲網防線，與法軍短兵相接，突破至距法軍指揮所20米處後被擊退，而後再度推進至30米處。然而其兵力雖為該處法軍的十倍，最終仍於上午4時因損失過大撤退，只得繼續在遠處騷擾。上午7時，法軍9連與兩個傘兵連趕來清剿周邊地帶，繳獲越軍大量步槍、45把衝鋒槍、39挺輕機槍、8挺機槍和2門迫擊炮，並統計350名越軍死者與50名傷兵。
與此同時，越軍308師88團與316師174團分別自南北夾擊位於防線東端約2公里外的狹窄山脊26號「蜥蜴」據點。越軍先以兩連迫擊炮與無後坐力炮反覆轟擊法軍陣地，後派遣部隊從不同方向進攻敵軍陣地。北方地帶，越軍308師88團的一個營攻擊法軍第3步兵團3營10連與9連；南方地帶，越軍316師174團的兩個營先進攻法軍12連，後進攻法軍9連與11連南方。越軍於上午1時20分、2時40分、3時20分與5時分別發動四波攻勢，前三波均突破鐵絲網，但均被法軍火力擊潰，其進攻路線與集結點在法軍照明彈的照射下一覽無遺，最終於清晨在濃霧掩護下撤退，至少有260人陣亡，約1,000人傷亡，而法軍則僅有6人陣亡、20人受傷。之後數日，越軍在迫擊砲與无后座力炮的火力掩護下撤退，士氣低迷、軍備匱乏。

## 後續
法軍在那產戰役勝利後，保住山羅省與萊州省，致越軍需推遲其進攻老挝的時點。這種壓倒性的勝利令法軍高層認為其找到應對越軍的不二法門，即執行「空地基地」作戰策略，利用空運補給與縱深火力擋住越軍攻勢。然而那產戰役實為法軍作戰能力、周遭地形、越軍指揮不當及火力不足多方因素導致的結果，這項作戰策略實則難以為繼，最終導致法軍戰略思想出現偏差。次年4月，越軍攻下老挝；8月，那產駐軍完全撤出。之後，時任法軍總司令亨利·納瓦爾參照那產戰役，決定佔領奠邊府，令越軍主動進攻消耗其人力，但最終因低估越軍火力與人力，法軍兵微將寡只得戰敗。